# Andrena osytschnjukae
Andrena osytschnjukae is een vliesvleugelig insect uit de familie Andrenidae. De wetenschappelijke naam van de soort is voor het eerst geldig gepubliceerd in 2000 door Tadauchi & Xu.